# Dett
Dett (née Odette Durand, 1885-1972) est une peintre animalière française.

## Biographie
Odette Durand née le 8 janvier 1885 à Paris dans le 6e arrondissement est la fille de Charles Durand et de Marguerite Billion du Rousset. Elle est la huitième de neuf enfants, sept filles et deux garçons.
Douée pour le dessin et peu intéressée par les études, elle entre en 1900 à l'Académie Julian qui vient d'ouvrir ses portes aux femmes en 1897. Elève de Busson et Laurens son goût la dirige naturellement vers la peinture animalière. Elle signe déjà « Dett » ses premières œuvres.
En 1912 après le décès de son père, elle quitte Paris et s'installe à Saint-Martin de Verfeil où elle achète une propriété immobilière avec une amie.
Elle expose alors à Toulouse, aux Indépendants et au salon de l'Hippique.
En 1914, infirmière à la Croix-Rouge à Toulouse puis à Paris à l'hôpital japonais elle rencontre un aviateur blessé, André Rossignol du Bellay ami de Guynemer, qu'elle épouse en 1916. Le couple a une fille en 1918 qui meurt à la naissance. En 1919 naît une seconde fille prénommée Armelle.
Après la guerre, en 1920, le couple retourne à Saint-Martin dont ils sont maintenant uniques propriétaires mais qu'ils vendent rapidement pour s'installer à Pau. En 1924 André rencontre Charles Beigbeder avec lequel il exploite un sanatorium dans les Pyrénées. Le couple s'installe alors près de Pau et consacre ses loisirs aux chevaux qui sont leur passion commune. Équitation, concours hippiques et polo sont alors sources d'inspiration pour Dett qui expose à Pau, Biarritz et Paris.
En 1939 le couple se sépare, et après la guerre Odette s'installe à Guéthary avec sa fille.
Son mari meurt en 1969 à Pau et Dett s'éteint le 14 juin 1972 à Paris.

## Expositions
- 1913 : Paris, salon de l'hippique[3]
- 1914 : Paris, salon de l'hippique[4]
- 1926 : Arcachon
- 1927 : Paris, salon de l'hippique
- 1928 : Paris, salon de l'hippique
- 1944 : Toulouse, salon artistique de France
- 1947 : Pau, casino, Dett peintre animalier